# 千日町 (金沢市)
千日町（せんにちまち）は、石川県金沢市の町名。現行行政地名。

## 地理
隣は、白菊町、中村町、片町の中間に位置している。

## 世帯数と人口
2022年（令和4年）9月1日現在の世帯数と人口は以下の通りである。
| 町丁   | 世帯数  | 人口  |
| ------ | ------- | ----- |
| 千日町 | 218世帯 | 375人 |

## 小・中学校の学区
市立小・中学校に通う場合、学区は以下の通りとなる。
| 番地 | 小学校               | 中学校           |
| ---- | -------------------- | ---------------- |
| 全域 | 金沢市立中村町小学校 | 金沢市立泉中学校 |

## 施設
- 室生犀星記念館
- 雨宝院

## 交通

### 鉄道
町内に鉄道駅はない。

### バス
- 金沢ふらっとバス長町ルート　千日町バス停

### 道路
- 国道157号